# 永積昭
永積 昭（ながづみ あきら、1929年〈昭和4年〉1月20日 - 1987年〈昭和62年〉7月10日）は、歴史家（専攻は東南アジア史）。元東京大学文学部教授。

## 人物
東京府大塚に生まれる。父永積寅彦は、侍従であった（昭和天皇の同級生で、その大葬では祭官長）。
1954年、東京大学文学部東洋史学科卒、同大学大学院博士課程中退、コーネル大学大学院博士課程修了。1967年、東京外国語大学アジア・アフリカ言語文化研究所助教授、1971年、東大文学部助教授、1974年、教授。定年を前に58歳で死去。没後、妻の永積洋子（三木清の娘）が教授に就任し、東大文学部では、初の女性教官となった。著書に『インドネシア民族意識の形成』『アジアの多島海』などがある。

## 著書
- 『オランダ東インド会社』近藤出版社、1971／講談社学術文庫、2000
- 『東南アジアの歴史　新書東洋史7』講談社現代新書、1977
- 『世界の歴史 13 アジアの多島海』講談社、1977
- 『インドネシア民族意識の形成』東京大学出版会「歴史学選書」、1980
- 『東南アジア歴史散歩』東京大学出版会、1986
- 『月は東に日は西に 東南アジアと日本のあいだ』同文館出版、1987

### 共著・編著
- 『東南アジアの価値体系 2 インドネシア』間苧谷栄共著 現代アジア出版会、1970
- 『東南アジアの留学生と民族主義運動』巌南堂書店(叢書 アジアにおける文化摩擦)、1981
- 『もっと知りたいタイ』綾部恒雄共編 弘文堂(もっと知りたい東南アジア)、1982
- 『もっと知りたいインドネシア』 同 弘文堂、1982
- 『もっと知りたいシンガポール』 同 弘文堂、1982
- 『もっと知りたいマレーシア』 同 弘文堂、1983
- 『もっと知りたいフィリピン』 同 弘文堂、1983
- 『もっと知りたいビルマ』 同 弘文堂、1983

### 翻訳
- ヤン・ロメイン『アジアの世紀』永積洋子共訳　アジア経済研究所 1961

## 参考
- 「回憶永積昭氏(1929-1987年)」市川健二郎『東南アジア 歴史と文化』1988-05
- デジタル版日本人名大辞典